# Al-Baghdadi Ali al-Mahmudi
Al-Baghdadi Ali al-Mahmudi, arab. ‏البغدادي علي المحمودي‎ (ur. w 1945 w Az-Zawiji) – libijski polityk, Sekretarz Generalnego Komitetu Ludowego od 5 marca 2006 do 23 sierpnia 2011.
Przed objęciem stanowiska Sekretarza GKL piastował od czerwca 2003 funkcję wicepremiera ds. produkcji, a wcześniej był ministrem zdrowia. Jako wicepremier odpowiadał m.in. za projekt Wielkiej Sztucznej Rzeki oraz projekt budowy kolei w Libii.
Po wybuchu w Libii powstania i wojny domowej w 2011, pozostał wierny pułkownikowi Muammarowi al-Kaddafiemu. Stanowisko utracił wraz z zakończoną sukcesem ofensywą powstańców na Trypolis i zdobyciem przez nich siedziby Kaddafiego 23 sierpnia 2011. Władzę w kraju przejęła wówczas de facto Narodowa Rada Tymczasowa. 1 września 2011 al-Mahmudi ogłosił poparcie dla nowych władz. 21 września Al-Baghdadi Ali al-Mahmudi został zatrzymany w Tunezji i skazany na 6 miesięcy więzienia za nielegalne przekroczenie granicy.